# Rhagodes rothschildi
Rhagodes rothschildi är en spindeldjursart som beskrevs av Pocock 1903. Rhagodes rothschildi ingår i släktet Rhagodes och familjen Rhagodidae. Inga underarter finns listade i Catalogue of Life.